# Димова труба в Трбовлє
Димова труба в Трбовлє (словен. Trboveljski dimnik) — це димохід 360 метрів заввишки ТЕЦ Трбволє, найвища будівля в Словенії, найвища труба в Європі і сьома за величиною в світі. Після будівництва, коли в 1976 році замінили попередній димохід (лише 80 м заввишки), забруднення повітря діоксидом сірки рівномірно поширилося по Словенії; в Засавських долинах воно зменшилось і виросло у селі Добовець та Савінській долині.
Димохід проектувався німецькою компанією Karrena з Дюссельдорфа, а в будівництві брали участь словенські та боснійські будівельні експерти та спеціально підготовлені працівники. Він може витримати землетрус до 10-го рівня за шкалою Меркаллі, сильний вітер, що може розхитати його майже на один метр.
Димар був побудований у вересні 1974 року, коли були встановлені 62 залізобетонні пілони у вигляді циліндрів діаметром 1,7 м і довжиною 13 м. Димохід має діаметр 27,5 м біля основи, а діаметр верхньої частини бетонного покриття - 7,7 м. До кінця робіт в нього вбудовано 11,866 м³ бетону, 1079 тонн ребристого заліза та 950 тонн глини й ізоляційного матеріалу. Димохід був зданий на свято общини Трбовлє 1 червня 1976 року, а вартість тоді склала більше 100 мільйонів югославських динарів, що, враховуючи сьогоднішню інфляцію, складе близько 20 мільйонів євро.
| Доричний ордер | Це незавершена стаття про архітектуру. Ви можете допомогти проєкту, виправивши або дописавши її. |